# Analyta gammalis
Analyta gammalis là một loài bướm đêm trong họ Crambidae.